# Portugalia na Mistrzostwach Świata w Lekkoatletyce 2009
Portugalia na Mistrzostwach Świata w Lekkoatletyce 2009 – reprezentacja Portugalii podczas czempionatu w Berlinie liczyła 29 zawodników. Zdobyła 1 medal (srebrny), który wywalczył Nelson Évora w trójskoku.

## Medale
- Nelson Évora –  srebrny medal w trójskoku

## Występy reprezentantów Portugalii

### Mężczyźni
| Konkurencja                   | Zawodnik                                                          | Eliminacje | Eliminacje | Ćwierćfinał | Ćwierćfinał | Półfinał      | Półfinał      | Finał          | Finał          |
| Konkurencja                   | Zawodnik                                                          | Wynik      | Poz.       | Wynik       | Poz.        | Wynik         | Poz.          | Wynik          | Poz.           |
| ----------------------------- | ----------------------------------------------------------------- | ---------- | ---------- | ----------- | ----------- | ------------- | ------------- | -------------- | -------------- |
| Bieg na 100 m                 | Arnaldo Abrantes                                                  | 10,41      | 37.        | 10,40       | 34.         | Nie awansował | Nie awansował | Nie awansował  | Nie awansował  |
| Bieg na 1500 m                | Rui Silva                                                         | 3:41,98    | 14.        |             |             | 3:41,30       | 23.           | Nie awansował  | Nie awansował  |
| Bieg na 10 000 m              | Rui Pedro Silva                                                   |            |            |             |             |               |               | 28:51,40       | 23.            |
| Maraton                       | José Moreira                                                      |            |            |             |             |               |               | 2:14:05 PB     | 9.             |
| Maraton                       | Luís Feiteira                                                     |            |            |             |             |               |               | 2:14:06        | 10.            |
| Maraton                       | Fernando Silva                                                    |            |            |             |             |               |               | 2:14:48        | 13.            |
| Bieg na 3000 m z przeszkodami | Alberto Paulo                                                     | 8:43,13    | 29.        |             |             |               |               | Nie awansował  | Nie awansował  |
| Sztafeta 4 × 100 m            | Dany Gonçalves Arnaldo Abrantes Ricardo Monteiro Francis Obikwelu | 39,25      | 11.        |             |             |               |               | Nie awansowała | Nie awansowała |
| Chód na 20 km                 | João Vieira                                                       |            |            |             |             |               |               | 1:21:43 SB     | 9.             |
| Chód na 20 km                 | Sérgio Vieira                                                     |            |            |             |             |               |               | 1:24:32        | 26.            |
| Chód na 50 km                 | Augusto Cardoso                                                   |            |            |             |             |               |               | 3:59:10 SB     | 23.            |
| Chód na 50 km                 | António Pereira                                                   |            |            |             |             |               |               | NU             |                |

| Konkurencja    | Zawodnik     | Kwalifikacje | Kwalifikacje | Finał         | Finał         |
| Konkurencja    | Zawodnik     | Wynik        | Poz.         | Wynik         | Poz.          |
| -------------- | ------------ | ------------ | ------------ | ------------- | ------------- |
| Trójskok       | Nelson Évora | 17,44        | 1.           | 17,55         | 2.            |
| Pchnięcie kulą | Marco Fortes | 19,81        | 18.          | Nie awansował | Nie awansował |

### Kobiety
| Konkurencja                   | Zawodniczka     | Eliminacje | Eliminacje | Ćwierćfinał | Ćwierćfinał | Półfinał       | Półfinał       | Finał          | Finał          |
| Konkurencja                   | Zawodniczka     | Wynik      | Poz.       | Wynik       | Poz.        | Wynik          | Poz.           | Wynik          | Poz.           |
| ----------------------------- | --------------- | ---------- | ---------- | ----------- | ----------- | -------------- | -------------- | -------------- | -------------- |
| Bieg na 100 m                 | Sónia Tavares   | 11,64      | 32.        | 11,55       | 28.         | Nie awansowała | Nie awansowała | Nie awansowała | Nie awansowała |
| Bieg na 5000 m                | Sara Moreira    | 15:19,93   | 10.        |             |             |                |                | 15:12,22       | 10.            |
| Bieg na 10 000 m              | Inês Monteiro   |            |            |             |             |                |                | 31:25,67 PB    | 10.            |
| Bieg na 10 000 m              | Ana Dulce Félix |            |            |             |             |                |                | 31:30,90 PB    | 13.            |
| Bieg na 10 000 m              | Ana Dias        |            |            |             |             |                |                | 31:49,91       | 16.            |
| Maraton                       | Marisa Barros   |            |            |             |             |                |                | 2:26:50        | 6.             |
| Bieg na 3000 m z przeszkodami | Jéssica Augusto | 9:26,64 SB | 8.         |             |             |                |                | 9:25,25 SB     | 11.            |
| Bieg na 3000 m z przeszkodami | Sara Moreira    | 9:28,64 PB | 12.        |             |             |                |                | Nie awansowała | Nie awansowała |
| Chód na 20 km                 | Vera Santos     |            |            |             |             |                |                | 1:30:35        | 5.             |
| Chód na 20 km                 | Susana Feitor   |            |            |             |             |                |                | 1:32:04        | 10.            |
| Chód na 20 km                 | Inês Henriques  |            |            |             |             |                |                | 1:32:51        | 11.            |

| Konkurencja   | Zawodniczka           | Kwalifikacje | Kwalifikacje | Finał          | Finał          |
| Konkurencja   | Zawodniczka           | Wynik        | Poz.         | Wynik          | Poz.           |
| ------------- | --------------------- | ------------ | ------------ | -------------- | -------------- |
| Skok o tyczce | Sandra-Hélèna Tavares | 4,25         | 26.          | Nie awansowała | Nie awansowała |
| Skok w dal    | Naide Gomes           | 6,86         | 1.           | 6,77           | 4.             |
| Rzut młotem   | Vânia Silva           | 62,86        | 37.          | Nie awansowała | Nie awansowała |